# Susan George (actriu)
Susan Melody George (Londres, 26 de juliol de 1950) és una actriu i productora de cinema i televisió anglesa,

## Carrera
Susan George va començar fent d'actriu als quatre anys, tant en televisió com en cinema. Els seus papers més notables inclouen els de la víctima de violació Amy Sumner a Els gossos de palla (1971), amb Dustin Hoffman, o Mary Coombs a  Dirty Mary, Crazy Larry  (1974). Durant els primers 70 George tenia papers bastant provocatius, de vegades (com a Els gossos de palla) controvertit. El guionista Leslie Halliwell fa un breu resum breu de la seva carrera: "Actriu principal britànica, abans actriu infantil; normalment treballa com a provocadora (sexpot) " George a Els gossos de palla va ser controvertida en el seu dia i roman avui com a exemple d'un personatge víctima de violació que sembla gaudir de l'atac.
Els papers més lleugers de George van ser en algunes de les seves aparicions de TV, com en un episodi de  The Persuaders  (1971) amb Roger Moore i Tony Curtis.
El 1988, George feia el seu debut com a productora amb puntuava la seva pel·lícula produint debut amb Stealing Heaven.
Susan George ha estat casada amb l'actor britànic Simon MacCorkindale des del 5 d'octubre de 1984. No tenen cap fill. Les seves relacions anteriors van ser amb Jack Jones i Carles del Regne Unit.

## Filmografia

### Com a actriu
| - Swallows and Amazons (1963) TV - Titty Walker - Cup Fever (1965) - Vicky (noia) - Weavers Green (1966) TV - Un cervell de mil milions de dòlars (Billion Dollar Brain) (1967) – noia russa al tren - The Sorcerers (1967) - Audrey - Dracula (1968) (TV) - Lucy Weston - The Strange Affair (1968) - 'Fred' March - Up the Junction (1968) - Joyce - All Neat in Black Stockings (1968) - Jill - The Looking Glass War (1969) - Susan - Twinky (1969) - Lola/'Twinky' (Sybil) - Testimoni presencial (Eyewitness) (1970) - Pippa - Spring and Port Wine (1970) - Hilda Crompton - Els gossos de palla (Straw Dogs) (1971) - Amy Sumner - Die Screaming, Marianne (1971) - Marianne - Fright (1971) - Amanda - J. and S. - storia criminale del far west (1972) - Sonny - Dr. Jekyll and Mr. Hyde (1973) (TV) - Anne - Dirty Mary, Crazy Larry (1974) - Mary Coombs - Mission: Monte Carlo (1974) - Michelle Devigne - Out of Season (1975) - Joanna (aka Winter Rates) - Mandingo (1975) - Blanche Maxwell | - A Small Town in Texas (1976) - Mary Lee - Tintorera (1977) - Gabriella - Tomorrow Never Comes (1978) - Janie - Tales of the Unexpected (TV) (episodi "Lamb to the Slaughter", 1979) - Mary Marney - Tales of the Unexpected (TV) (episodi "Royal Jelly", 1980) - Mabel Taylor - La venjança del ninja (Enter the Ninja) (1981) - Mary Ann Landers (aka Ninja I) - Venom (1981) - Louise Andrews - Computercide (1982) (TV) - Lisa Korter (aka The Final Eye) - La casa del diable (The House Where Evil Dwells) (1982) - Laura Fletcher - Kiss My Grits (1982) - Baby (aka Summer Heat) - The Jigsaw Man (1983) - Penelope Kimberley (davant de Michael Caine i Laurence Olivier) - Czech Mate (1984) (TV) - Vicky Duncan - Pajama Tops (1984) (TV) - Mrs. Chavinet - Lightning, the White Stallion (1986) - Madame Rene - Jack the Ripper (1988) (TV) - Catherine Eddowes - Djavolji raj (1989) - Ana (aka That Summer of White Roses) - Stay Lucky (1989) TV - Samantha Mansfield (1993) - The Castle of Adventure (1990) (TV) - Allie Mannering - Cluedo (1990) TV - Mrs. Peacock (IV) (Series 3) (1992) - The House That Mary Bought (1995) (TV) - Mary Close - Gent del barri (EastEnders) (2001) (TV) - Margaret Walker |

### Com a productora
- Stealing Heaven (1988)
- Djavolji raj (1989)
- The House That Mary Bought (1995) (TV)